# Morpho aurora
Morpho aurora é uma borboleta neotropical da família Nymphalidae, subfamília Satyrinae e tribo Morphini, descrita em 1851 e nativa do Peru e da Bolívia. Visto por cima, o padrão básico da espécie (macho) apresenta asas translúcidas de coloração azul iridescente com as pontas das asas anteriores de coloração enegrecida e apresentando coloração esbranquiçada no contorno dianteiro, próxima ao topo de cada asa anterior. Asas anteriores e posteriores com margens negras, espaçadas, na área das venações. Vista por baixo, possui asas de coloração castanho clara com poucas bandas esfumaçadas em zigue-zague, mais escuras, e geralmente sete, podendo chegar a nove, ocelos alaranjados em cada par (anterior e posterior) de asas. O dimorfismo sexual é acentuado, com as fêmeas menos frequentes e apresentando a margem das asas com tons escuros.

## Hábitos
Adrian Hoskins cita que a maioria das espécies de Morpho passa as manhãs patrulhando trilhas ao longo dos cursos de córregos e rios. Nas tardes quentes e ensolaradas, às vezes, podem ser encontradas absorvendo a umidade da areia, visitando seiva a correr de troncos ou alimentando-se de frutos em fermentação.

## Subespécies
M. aurora possui duas subespécies:
- Morpho aurora aurora - Descrita por Westwood em 1851, de exemplar proveniente da Bolívia.
- Morpho aurora aureola - Descrita por Fruhstorfer em 1913, de exemplar proveniente do Peru.